# Aartsbisdom Merauke
Het aartsbisdom Merauke (Latijn: Archidioecesis Meraukensis) is een rooms-katholiek aartsbisdom met als zetel Merauke, hoofdstad van de provincie Papua Selatan, in Indonesië. De aartsbisschop van Merauke is metropoliet van de kerkprovincie Merauke, waartoe ook de suffragane bisdommen Agats, Jayapura, Manokwari-Sorong en Timika behoren.

## Geschiedenis
Het aartsbisdom werd opgericht op 24 juni 1950, als het apostolisch vicariaat Merauke, uit delen van het apostolisch vicariaat Amboina. Op 15 november 1966 werd het verheven tot metropolitaan aartsbisdom. Op 29 mei 1969 verloor het gebied bij de oprichting van het bisdom Agats. Alle vicarissen en aartsbisschoppen tot heden (2024) waren lid van de Missionarissen van het Heilig Hart.

## Parochies
Het aartsbisdom had in 2021 een oppervlakte van 91.243 km2 en telde 385.496 inwoners waarvan 54,7% rooms-katholiek was.

## Aartsbisschoppen
- Herman Tillemans (apostolisch vicaris: 25 juni 1950, aartsbisschop: 15 november 1966 - 26 juni 1972)
- Jacobus Duivenvoorde (26 juni 1972 - 7 april 2004)
- Nicolaus Adi Seputra (7 april 2004 - 28 maart 2020)
  - John Philip Saklil (apostolisch administrator: 27 juli 2019 - 3 augustus 2019)
- Petrus Canisius Mandagi (11 november 2020 - heden; apostolisch administrator sinds 7 augustus 2019)

## Galerij van afbeeldingen

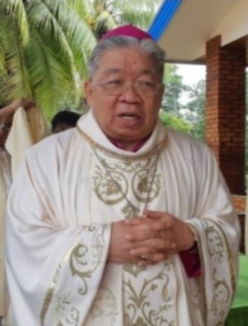
Aartsbisschop Petrus Canisius Mandagi (2020-heden)
Kerkprovincie met aartsbisdom en suffragane bisdommen

Merauke (aartsbisdom) · Agats · Jayapura · Manokwari-Sorong · Timika